# 温德姆·霍尔斯韦勒
温德姆·霍尔斯威尔（英語：Wyndham Halswelle，1882年5月30日—1915年3月31日），英国男子田径运动员。他在1908年夏季奥运会田径比赛男子400米比赛的重赛中不战而胜，获得金牌。除此之外，他也在届间运动会中获得一枚银牌和一枚铜牌。